# Misilmeri
Misilmeri er en italiensk by (og kommune) i regionen Sicilien i Italien, med omkring 28.760(2023) indbyggere.  